# Wallen van Stokkem

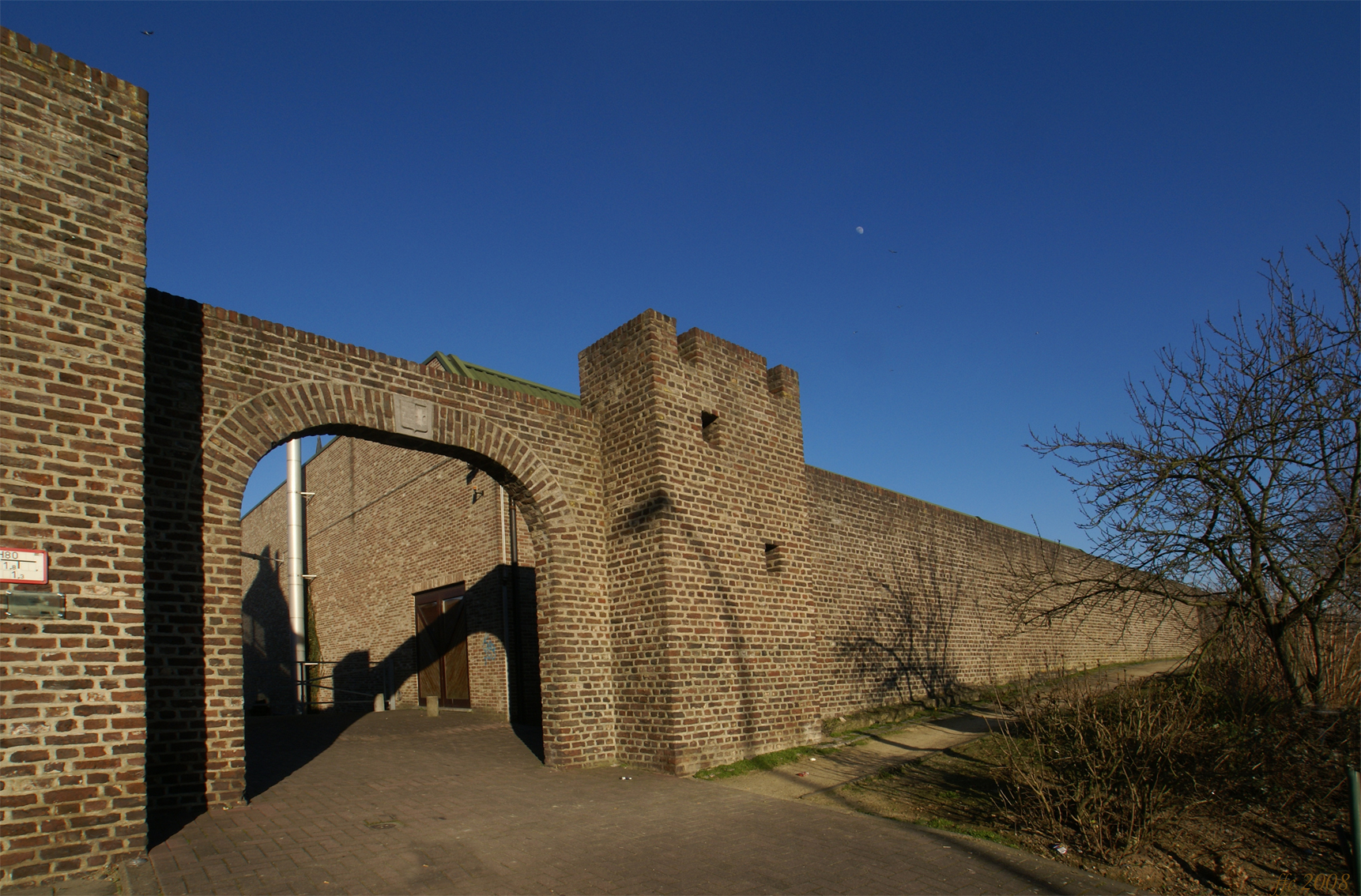
Gerestaureerde stadspoort van Stokkem

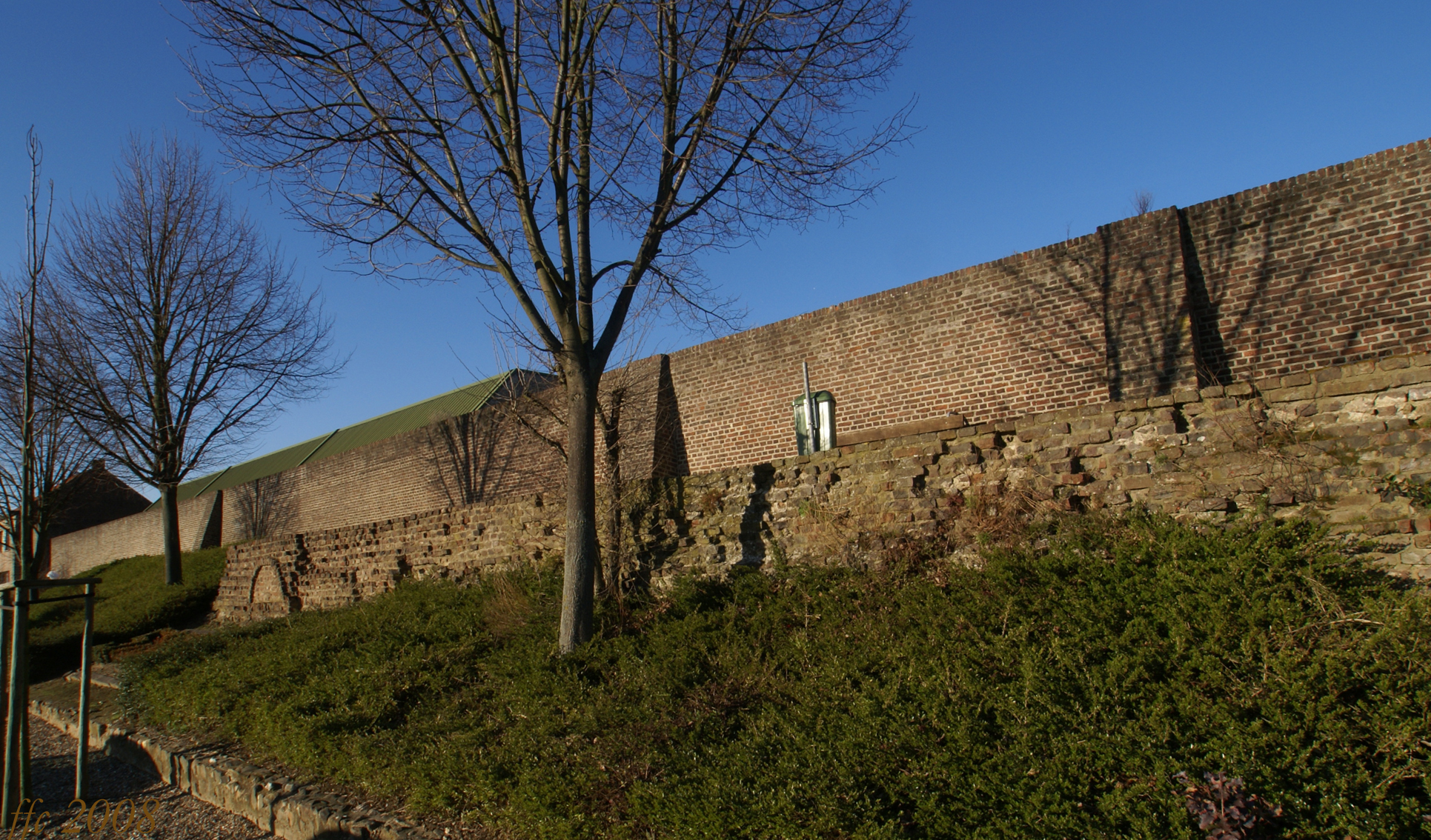
Stadswal Stokkem

De Wallen van Stokkem zijn de verdedigingswerken van de stad Stokkem, sinds 1970 een deelgemeente van Dilsen-Stokkem.

## Geschiedenis
Stokkem was een grenspost van het graafschap Loon die in 1244 van de graaf stadsrechten verkreeg. De stad was vermoedelijk reeds in de 13e eeuw voorzien van verdedigingswerken, naast de aanwezigheid van de Burcht van Stokkem. Deze verdedigingswerken bestonden waarschijnlijk uit een aarden wal, voorzien van een palissade, en beschermd door een brede gracht.
Pas uit de 15e en 16e eeuw zijn schriftelijke bronnen voorhanden die de verdedigingswerken beschrijven. Er is dan sprake van een vijfhoekige plattegrond met ronde torens op de hoeken. Drie stadspoorten verleenden toegang: De Steenkuilpoort, de Maaspoort en de Dilser- of Berchmanspoort. In de 2e helft van de 16e eeuw werd nog het Aalspoortje toegevoegd. Dit alles was omringd door een tot 6 meter brede gracht, de Stadsgraaf, die door Maaswater werd gevoed. Met het zand uit de gracht werd een steile aarden wal opgetrokken, waarop zich de muur bevond.
De muur werd in 1824 grotendeels gesloopt. Van 1844-1845 werden ook de grachten gedempt. In 1891 werd ook de muur aan de zijde van de Oude Maas grotendeels afgebroken. Slechts enkele muurfragmenten bleven bewaard.
In 1971 werden opgravingen uitgevoerd die de fundering van de Dilserpoort blootlegden. Later werd een deel van de stadsmuren gerestaureerd.